# Karl Köther (Radsportler, 1905)

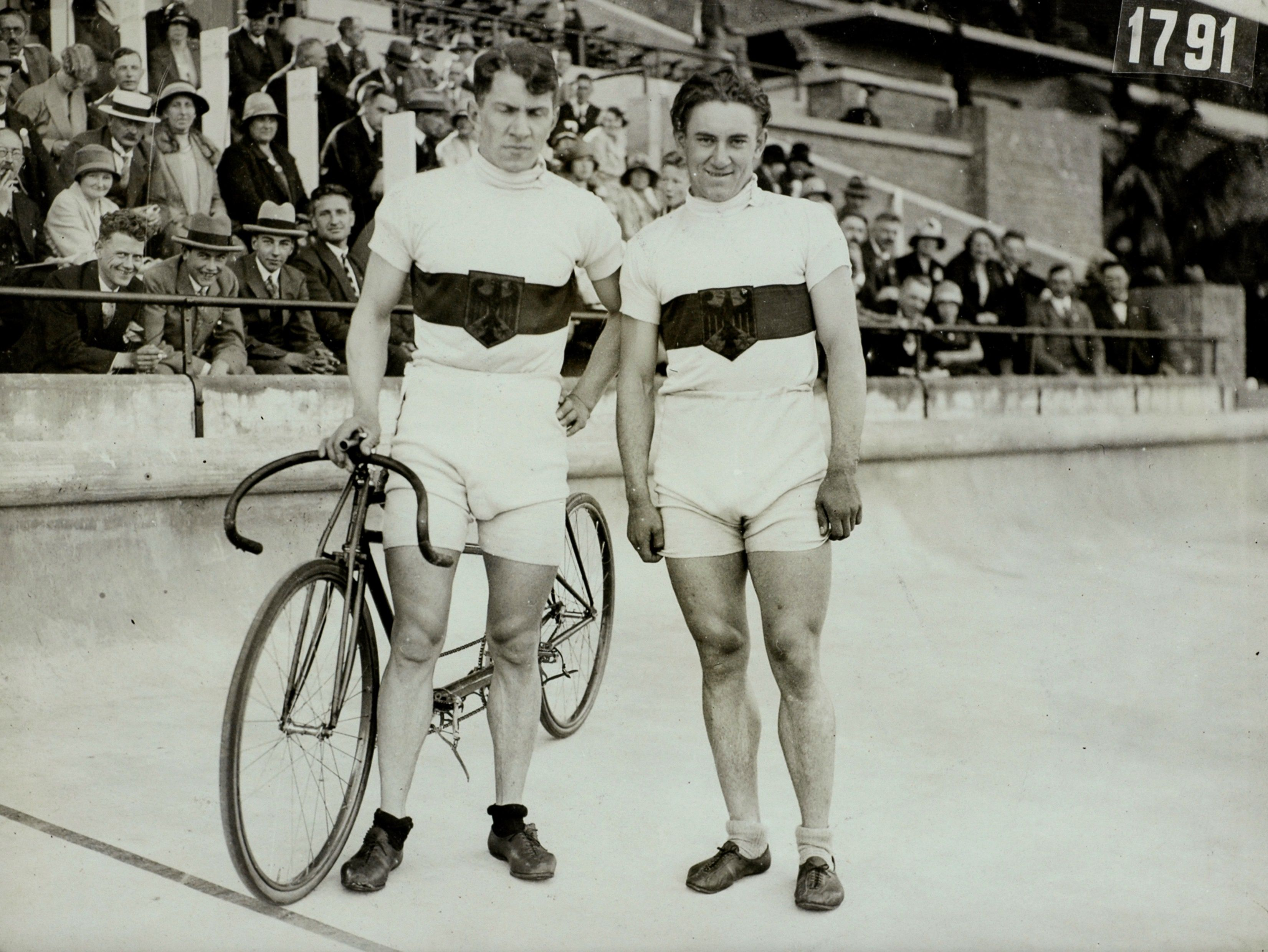
Köther und Bernhardt (Amsterdam 1928)

Karl Köther (* 27. Mai 1905 in Hannover; † 27. Januar 1986 in Seelze) war ein deutscher Bahnradsportler.
Karl Köther begann seine aktive Radsport-Laufbahn im Alter von 16 Jahren. 1926 und 1927 wurde er jeweils Deutscher Meister über einen und über zehn Kilometer. Höhepunkt seiner Karriere war die Gewinn der Bronzemedaille bei den Olympischen Spielen 1928 in Amsterdam im Tandemrennen gemeinsam mit Hans Bernhardt, der auf nationaler Ebene sein größter Konkurrent war. Er startete zunächst für den Verein „RC Komet Hannover“ und wechselte später zum Verein „Albatros-Wanderfalk Hannover“.
1933 wurde Köther, der als Amateur 400 Siege vorweisen konnte, Profi, trat aber 1936 vom aktiven Radsport zurück und eröffnete ein Fahrradgeschäft in Hannover. Er war auch als Funktionär aktiv, leitete die Radrennbahn in Hannover-Wülfel und war Sportlicher Leiter des Hannover Sechstagerennens.
Sein Sohn, Karl Köther jr., wurde 1971 Deutscher Meister im 1000-m-Zeitfahren; in dieser Disziplin belegte er bei den Olympischen Spielen 1972 in München den vierten Platz.
Karl Köther senior gründete 1936 auf dem Engelbosteler Damm einen Laden für Fahrräder.